# Pai Gow
Pai Gow, auch P’ai Kao, ist ein chinesisches Glücksspiel mit Dominosteinen und wird – abgesehen von seiner Heimat Macau – auch in den USA und Australien viel gespielt.
Die Grundidee dieses Spiels wurde auf das Spiel mit Karten übertragen, und so entstand die Variante Pai Gow Poker, die vor allem in den Casinos in Las Vegas und Atlantic City sehr verbreitet ist.
Pai Gow, zu deutsch etwa: neun (Punkte) machen, weist einige entfernte Ähnlichkeiten mit Baccara chemin de fer auf; die gelegentlich aufgestellte Behauptung, es handle sich um einen Vorläufer des Baccara ist jedoch nicht richtig.

## Pai Gow Domino

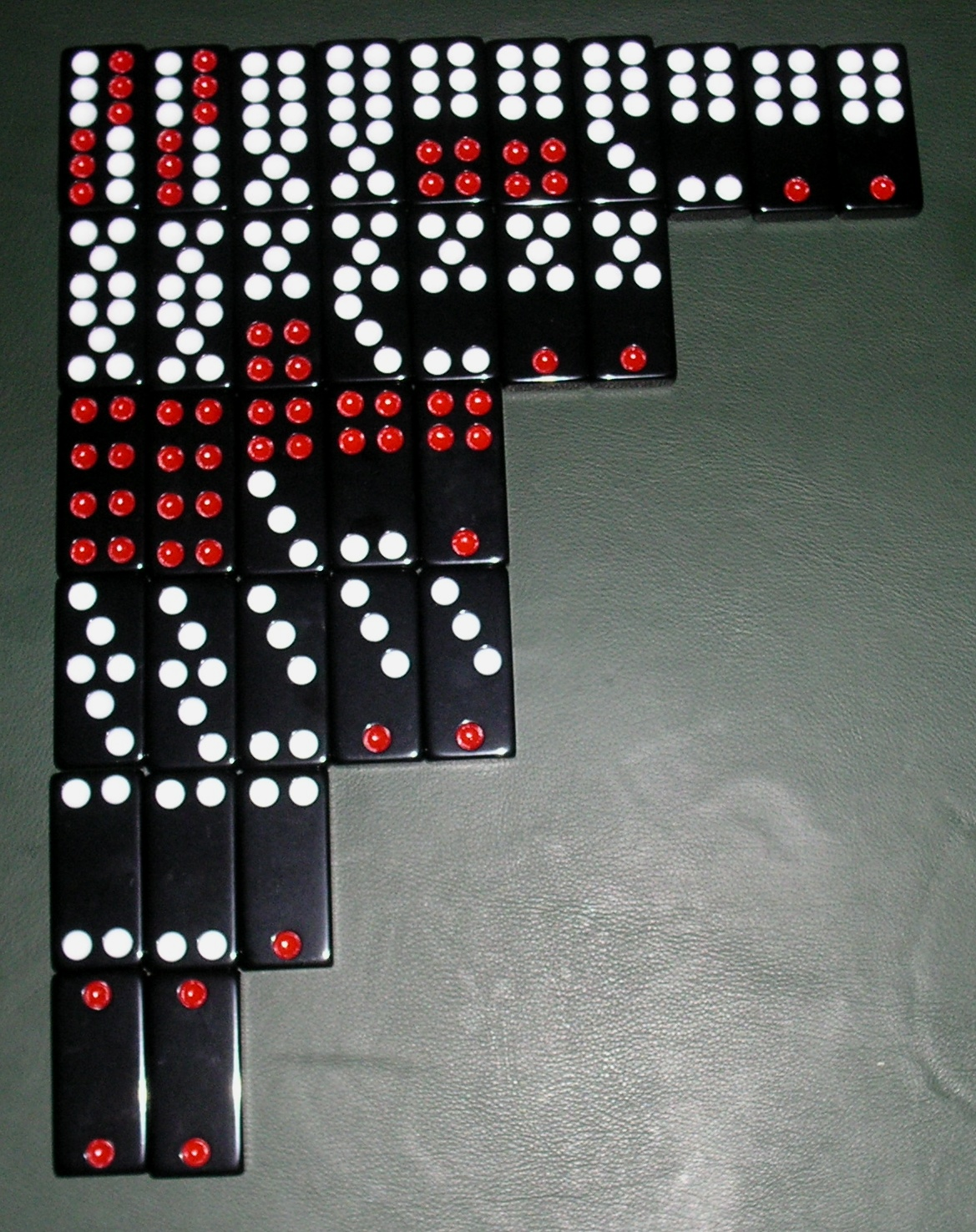
Die 32 Steine des chinesischen Dominospiels

### Die Grundregeln
Pai Gow wird von bis zu acht Spielern mit den 32 Steinen (Ziegel) des chinesischen Dominospiels gespielt. Ein solcher Satz enthält alle 21 Kombinationen der Zahlen von [6–6] bis [1–1], die folgenden elf Steine kommen jedoch doppelt vor:
[6–6], [6–5], [6–4], [6–1], [5–5], [5–1], [4–4], [3–3], [3–1], [2–2], [1–1].
Zu Beginn eines jeden Spieles setzen die Pointeure gegen den jeweiligen Bankhalter; dieser mischt die Steine und schichtet sie verdeckt zu einer Mauer (Holzstoß) von acht Stapeln zu je vier Stück. Sodann wirft der Bankhalter drei Würfel und zählt, beginnend bei sich selbst, entsprechend der Augensumme gegen den Uhrzeigersinn: Der so bestimmte Spieler erhält den ersten Stapel von vier Steinen, der Spieler zu dessen Rechten den zweiten usf. Die Spieler dürfen ihre Steine den anderen Mitspielern nicht zeigen.
Jeder Spieler arrangiert nun seine vier Steine in zwei Gruppen von je zwei Steinen,
- eine Hohe Hand und
- eine Niedere Hand,

dabei muss die Hohe Hand einen höheren Wert als die Niedere Hand aufweisen (siehe untenstehende Rangfolge).
Der Bankhalter verfährt mit seinen Steinen ebenso. Sind alle Spieler mit ihren Arrangements fertig und haben ihre Steine auf den entsprechenden Feldern des Spieltischs verdeckt abgelegt, so deckt der Croupier die Steine auf, und es erfolgt die Abrechnung.
Jeder Spieler spielt für sich gegen den Bankhalter. Um zu gewinnen, muss ein Spieler
- sowohl eine echt höherwertige Hohe Hand
- als auch eine echt höherwertige Niedere Hand als der Bankhalter vorzeigen;

der Spieler erhält in diesem Fall einen Gewinn in der Höhe seines Einsatzes.
Gewinnt der Spieler jedoch nur mit einer Hand, während die andere Hand vom Bankhalter geschlagen wird oder eingestellt wird, so ist das Spiel unentschieden.
Kann der Bankhalter beide Hände eines Spielers schlagen oder zumindest einstellen, so gewinnt er dessen Einsatz; der Bankhalter muss jedoch von seinem Gewinn eine Taxe in der Höhe von 5 % an die Spielbank abführen.
Die einzelnen Spieler haben das Recht, jeweils zwei Coups in Folge als Bankhalter zu spielen, danach wechselt das Recht, die Bank zu halten an den Spieler zur Rechten des Bankiers; natürlich kann ein Spieler auch bereits nach seinem ersten Coup die Bank weitergeben.

### Die Rangfolge der Hände
Die Rangfolge der Hände ist sehr kompliziert und lautet wie folgt:
Das höchste Paar ist das Gee Joon, die höchste mögliche Hand besteht aus den Steinen [4–2] und [2–1]. Diese beiden Steine gelten auch als Wilde Karten und können sich wechselweise ersetzen, d. h. der Stein [2–1] kann auch als Stein [4–2] verwendet werden und mit 6 Augen gezählt werden, und vice versa.
Unterhalb des Gee Joon rangieren die Paare (Bo) gemäß folgender Reihung
- der Himmel, d. h. die Steine [6–6] und [6–6],
- die Erde, d. h. die Steine [1–1] und [1–1],
- der Mensch, d. h. die Steine [4–4] und [4–4],
- die Gans, d. h. die Steine [3–1] und [3–1],
- die Blume, d. h. die Steine [5–5] und [5–5],
- die Länge, d. h. die Steine [3–3] und [3–3],
- das Brett, d. h. die Steine [2–2] und [2–2],
- das Beil, d. h. die Steine [6–5] und [6–5]
- die Partition, d. h. die Steine [6–4] und [6–4]
- die Long Leg Seven, d. h. die Steine [6–1] und [6–1]
- die Big Head Six, d. h. die Steine [5–1] und [5–1]
- die Gemischte Neun (Jaap Gow), d. h. die Steine [6–3] und [5–4]
- die Gemischte Acht (Jaap Baart), d. h. die Steine [6–2] und [5–3]
- die Gemischte Sieben (Jaap Chut), d. h. die Steine [5–2] und [4–3]
- die Gemischte Fünf (Jaap Ng), d. h. die Steine [4–1] und [3–2]

Unterhalb der Bo rangieren die Wongs, das sind Kombinationen aus einem Stein mit neun Augen und einer Doppel-Sechs oder Doppel-Eins, diese sind in absteigender Reihenfolge:
- [6–6] und [6–3]
- [6–6] und [5–4]
- [1–1] und [6–3]
- [1–1] und [5–4]

Nach den Wongs folgen die Gongs, diese werden analog gebildet, jedoch mit einer Acht anstelle der Neun, d. h:
- [6–6] und [5–3]
- [6–6] und [4–4]
- [1–1] und [5–3]
- [1–1] und [4–4]

Die weiteren Hände werden wie folgt bewertet: Man addiert die Augenzahlen und betrachtet – so wie beim Baccara – nur die Einerstelle.
Sollten zwei Hände gemäß der obigen Kriterien gleichwertig sein, so wird entsprechend der nachstehenden Rangfolge der einzelnen Steine entschieden, diese lautet in absteigender Ordnung
- [6–6] Teen
- [1–1] Day
- [4–4] Yun
- [3–1] Gor
- [5–5] Mooy
- [3–3] Chong
- [2–2] Bon
- [6–5] Foo
- [6–4] Ping
- [6–1] Tit
- [5–1] Look
- [6–3] und [5–4]: Gow
- [6–2] und [5–3]: Bot
- [6–1] und [5–2]: Chu
- [4–2] Luk, ein Teil des Gee Joon
- [4–1] Ng
- [3–2] Ng
- [2–1] Saam, der andere Teil des Gee Joon

### Tipps zur Zusammenstellung der Hände
Es wird empfohlen bei der Zusammenstellung der beiden Hände wie folgt vorzugehen:
- Man stelle wenn möglich Paare (Bo) zusammen,
- Man kombiniere eine [6–6] oder [1–1] mit einem beliebigen Stein von 7, 8 oder 9 Augen,
- Man kombiniere die beiden niedrigsten Steine so, dass die Summe 7, 8, oder 9 Augen ergibt.
- Jede Austeilung kann auf drei verschiedene Weisen gespielt werden: versucht man eine sehr gute Hohe Hand zu erreichen, so kann dies dazu führen, dass die Niedere Hand von nur sehr geringem Wert ist, und das Spiel unentschieden endet, während eine andere Aufteilung zum Gewinn geführt hätte.

## Pai Gow Poker

### Die Grundregeln
Pai Gow Poker oder Asian Poker ist eine im Jahre 1986 vom Tropicana in Las Vegas als Casino-Spiel eingeführte Adaption des klassischen Pai Gow für das Spiel mit Karten: Die komplizierte Rangfolge der Domino-Kombinationen wurde durch die geläufigere Ordnung der Pokerhände ersetzt.
An einer Partie Pai Gow Poker können bis zu sieben Spieler teilnehmen; ein Spieler ist Bankhalter, die übrigen setzen gegen ihn. Der Croupier mischt die Karten, lässt abheben und teilt jedem Spieler sieben Karten verdeckt zu. Um festzustellen, wer beim Teilen als erster bedient wird, wird häufig das Zeremoniell des Spiels mit Dominosteinen angewendet, sprich: es wird so wie dort ausgewürfelt.
Jeder Gegenspieler und ebenso der Bankhalter teilt sein Blatt in zwei Gruppen:
- eine High hand oder Back hand bestehend aus fünf Karten und
- eine Low hand oder Front hand bestehend aus zwei Karten.

Die Rangfolge der High hands folgt im Wesentlichen der üblichen Ordnung der Poker-Kombinationen, allerdings mit einigen kleineren Ausnahmen (siehe unten).
Die Rangfolge der Low hands lautet in absteigender Ordnung:
- Pairs: Aces – Kings – Queens – Jacks – 10s – ... – 2s
- No Pair: A–K, A–Q, A–J, ..., A–2, K–Q, K–J, ..., 3–2

Bei der Rangfolge der Low hands gibt es keine Straights oder Flushes: aufeinanderfolgende Karten bzw. Karten gleicher Farbe werden hier nicht gesondert bewertet. Die Low hand muss wieder im Rang unter der High hand stehen, man darf z. B. nicht zwei Könige in die Low hand nehmen und als High hand eine Kombination von zwei Achtern ausweisen.
Die weiteren Regeln folgen denjenigen des Spiels mit Dominosteinen:
Sind alle Spieler mit ihren Arrangements fertig und haben ihre Karten auf den entsprechenden Feldern des Spieltischs verdeckt abgelegt, so deckt der Croupier die Karten auf, und es erfolgt die Abrechnung.
Jeder Spieler spielt für sich gegen den Bankhalter. Um zu gewinnen, muss ein Spieler
- sowohl eine echt höherwertige Hohe Hand
- als auch eine echt höherwertige Niedere Hand als der Bankhalter vorzeigen;

der Spieler erhält in diesem Fall einen Gewinn in der Höhe seines Einsatzes, doch muss auch er – im Gegensatz zum klassischen Pai Gow – davon 5 % Taxe an die Spielbank abführen.
Gewinnt der Spieler jedoch nur mit einer Hand, während die andere Hand vom Bankhalter geschlagen wird oder eingestellt wird, so ist das Spiel ein Push, d. h. unentschieden.
Kann der Bankhalter beide Hände eines Spielers schlagen oder zumindest einstellen, so gewinnt er dessen Einsatz; der Bankhalter muss wiederum von seinem Gewinn 5 % als Taxe bezahlen.
Die einzelnen Spieler haben das Recht, jeweils zwei Coups in Folge als Bankhalter zu spielen, danach wechselt das Recht, die Bank zu halten an den Spieler zur Rechten des Bankiers; natürlich kann ein Spieler auch bereits nach seinem ersten Coup die Bank weitergeben.

### Besonderheiten beim Pai Gow Poker

#### Die Spielkarten
Pai Gow Poker wird mit einem Paket zu 53 Karten (52 französische Spielkarten und ein Joker) gespielt.
Der Joker wird in diesem Spiel „The Bug“ genannt und darf nur
- zur Vervollständigung eines Straight, Flush, Straight Flush oder Royal Flush oder
- als Ass

verwendet werden.

#### Die Pokerkombinationen
Da mit einem Joker, der als Ass verwendet werden kann, gespielt wird, gibt es die Möglichkeit Five Aces zu halten; dies ist die wertvollste Kombination – andere Fünflinge gibt es aufgrund der eingeschränkten Verwendungsmöglichkeiten des Jokers natürlich nicht.
Die Rangfolge bei den Straights bzw. Straight flushes weicht von der üblichen Ordnung ab: Das höchste Straight ist A–K–Q–J–10, als zweithöchstes folgt 5–4–3–2–A und als dritthöchstes K–Q–J–10–9; die weiteren Straights folgen in ihrer üblichen Ordnung, d. h. die Entscheidung fällt nach dem Rang der jeweils höchsten Karte; die Farben spielen beim Pai Gow so wie bei den meisten Poker-Varianten keine Rolle.

### Tipps zur Zusammenstellung der Hände
Spielt der Croupier für das Casino den Bankhalter, so ist er bei der Zusammenstellung der Hände an sogenannte House ways gebunden. Diese Regeln beschreiben die optimale Spielstrategie für den Bankhalter – mit kleineren Vereinfachungen, und so sind die House ways von Casino zu Casino geringfügig verschieden.
Hält ein Spieler die Bank, so ist er zwar nicht gezwungen, sich an die House ways zu halten, es ist aber ratsam, das zu tun. Im Folgenden sei daher eine solche Regel wiedergegeben.
- Hat der Bankhalter kein Paar, so legt er die höchste Karte in die High hand und die beiden nächsthöheren in die Low hand.
- Hat der Bankhalter ein Paar, so setzt er das Paar in die High hand und die beiden höchsten Einzelkarten in die Low hand.
- Hat der Bankhalter zwei Paare, so setzt er beide Paare in die High hand und die beiden höchsten Einzelkarten in die Low hand. In den folgenden Fällen teilt er jedoch die beiden Paare und setzt das höhere Paar in die High hand und das niedrigere Paar in die Low hand:
  - ein Paar sind zwei Siebener oder höher, und es gibt kein Ass als Einzelkarte
  - das höhere Paar sind zwei Buben oder höher, das niedrigere Paar sind zwei Sechser oder höher, und es gibt ein einzelnes Ass
  - zwei Asse und ein beliebiges anderes Paar.
- Hat der Bankhalter drei Paare, so legt er stets das höchste Paar in die Low hand und die beiden anderen in die High hand.
- Hat der Bankhalter drei Gleiche, so legt er den Drilling in die High hand, hat er jedoch drei Asse, so legt er ein Ass gemeinsam mit der nächsthöheren Karte in die Low hand.
- Hat der Bankhalter drei Gleiche und ein Paar, so legt er stets den Drilling in die High hand und das Paar in die Low hand, es sei denn, es handelt sich um ein Paar Zweier und der Bankhalter kann ein Ass und einen König in die Low hand legen – in diesem Fall legt er das Full house in die High hand.
- Hat der Bankhalter drei Gleiche und zwei Paare, so legt er das höhere Paar in die Low hand und die übrigen Karten als Full house in die High hand.
- Hat der Bankhalter zweimal drei Gleiche, so legt er zwei Karten des höherwertigen Drillings in die Low hand.
- Hat der Bankhalter ein Straight, Flush, Straight flush oder ein Royal flush, so gelten folgende Regeln:
  - Der Bankhalter legt ein Straight oder Flush immer in die High hand. In den folgenden Fällen spielt er die Hand jedoch entsprechend den Regeln für zwei Paare:
    - beliebige zwei Paare und ein einzelnes Ass
    - ein Paar Buben und ein Paar Sechser
    - ein Paar Asse und ein beliebiges weiteres Paar

  - Hat der Bankhalter ein Straight oder Flush aus sechs Karten, so spielt er die höchstmögliche Low hand, ohne dabei das Straight bzw. Flush in der High hand zu zerstören.
  - Hat der Bankhalter ein Straight flush und kann er dieses zu einem Straight bzw. Flush so umbauen, dass er zumindest einen Buben in die Low hand legen kann, so soll er in der High hand das Straight bzw. Flush anstelle des Straight flush spielen.
  - Hat der Bankhalter ein Royal flush und kann er dieses zu einem Straight bzw. Flush so umbauen, dass er zumindest einen König in die Low hand legen kann, so soll er in der High hand das Straight bzw. Flush anstelle des Royal flush spielen.
- Hat der Bankhalter vier Gleiche, so spielt er entsprechend dem Rang des Vierlings wie folgt:
  - Zweier bis Sechser werden nie getrennt und als vier Gleiche in die High hand gelegt.
  - Siebener bis Zehner werden in zwei Paare geteilt, es sei denn, man kann ein Ass oder ein anderes Paar in die Low hand legen.
  - Buben, Damen und Könige werden in zwei Paare geteilt, es sei denn, man besitzt noch ein weiteres Paar Zehner oder besser.
  - Asse werden immer geteilt, es sei denn, man kann ein Paar Siebener oder besser in die Low hand legen.
- Hat der Bankhalter fünf Asse, so teilt er diese immer, es sei denn, er kann ein Paar Könige in die Low hand legen.